# Correfoc de Manresa
El Correfoc de Manresa és una festa popular, tradicional i participativa, basada en el foc, que té lloc per diversos carrers i places del barri vell de Manresa, durant els dies de la Festa Major −el darrer cap de setmana d'agost. L'entitat organitzadora és Xàldiga, Taller de festes.

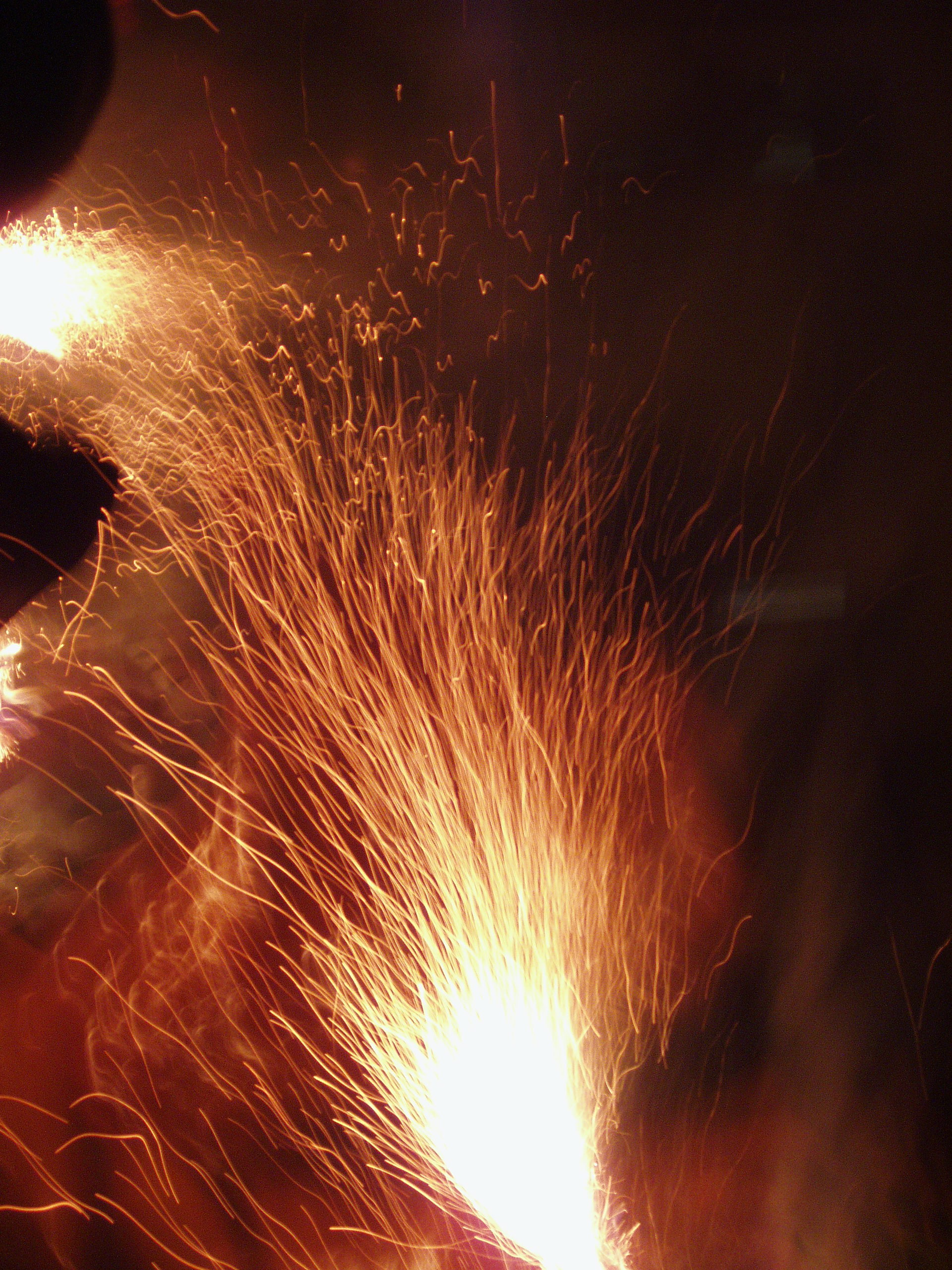
Xàldigues

## Origen
El correfoc va néixer l'any 1982 gràcies a un grup de gent, membres del grup d'animacio Setrill i de l’entitat Rialles i Tabola, que tenien ganes de fer una festa de foc en veure festes que es feien en altres llocs de Catalunya. També hi va influir una trobada de dracs i diables que es va fer a Barcelona l'any 1979.
El correfoc està musicat per en Lluís Toran. Les primeres composicions foren pel Ball de dimonis, la Marxa del Correfoc i el de Vacances. Dos anys després, el 1984, compongué el Ball de la Víbria i el Ball del Drac. El 1989 creà la música pel Valset de la Víbria i el Drac. El 1997 per l'Asmodeu. I, les últimes composicions foren el 2006, pel ball de la Gàrgola i pel ball de la Mulassa, Coll-llarg i Nas de Sutge.
Una part de la imatgeria s'inspira en personatges que ja sortien a festes que es feien a Manresa fa molts anys. Aquests personatges antics són el Drac de Manresa, el Bou i la Mulassa. El seu origen són les figures que anaven al davant de les processons del Corpus Christi. A l'època medieval, al palau del Rei, es feien unes representacions entre plat i plat, i se'n deien entremesos. Amb el temps, aquestes representacions es van fer a les places de les esglésies, s'hi van afegir històries bíbliques i quan sortien les processons anaven al davant.
Al cap de molts anys aquestes representacions es van deixar de fer en molts llocs de Catalunya, però han quedat alguns personatges que s'han pogut veure en dibuixos antics. El Drac de Manresa, la Mulassa i el Bou de Foc actuals s'inspiren en personatges que hi havia hagut a Manresa.

### Drac de Manresa
Les primeres notícies que tenim sobre el drac de Manresa del llibre de comptes de la Ciutat −anomenat "llibre del Racional"− on hi apareix el rebut del drac que s'acabava de fer per Corpus de l'any 1597.
| \| « \| X d'agost − Honorable racional donara o fara polisa al vener. mº Miquel Vilella prevere y beneficiat en la Seu de manresa per lo que la ciutat li ha donat així per lo bestret com trebals apresos y posats a la fabrica del drach a fet per a la ciutat per la solemnitat de Corpus prop passada − 8 lliures. De nostra casa al X d'agost 1597.[4] \| » \| | |   |
| | |   |
| « | X d'agost − Honorable racional donara o fara polisa al vener. mº Miquel Vilella prevere y beneficiat en la Seu de manresa per lo que la ciutat li ha donat així per lo bestret com trebals apresos y posats a la fabrica del drach a fet per a la ciutat per la solemnitat de Corpus prop passada − 8 lliures. De nostra casa al X d'agost 1597. | » |

Del mateix any també conservem el que poden considerar el primer rebut de la pirotècnica del drac, així com de la quantitat que es pagà a qui porta el drac, rebut que figura, també, dins el llibre del Racional, amb data de 6 de juny de 1597. El text, transcrit per Sarret i Arbós, diu:
| \| « \| VI de juny − Item he pagat a Miquel Ferriols per fer una gròsa de cuets y piules que an servit per la milasa y drac anaven a la professó de Corpus per mans y port del drac per dita professó − 3 [símbol de moneda] 2 [símbol de moneda] 6 \| » \| | |   |
| | |   |
| « | VI de juny − Item he pagat a Miquel Ferriols per fer una gròsa de cuets y piules que an servit per la milasa y drac anaven a la professó de Corpus per mans y port del drac per dita professó − 3 [símbol de moneda] 2 [símbol de moneda] 6 | » |

Mentre en els seus orígens del drac de Manresa només sortia per la processó del Corpus, pel mateix llibre del Racional veiem com s'amplia el nombre de vegades que durant l'any el drac sortia al carrer acompanyant una processó. Així veiem com l'any 1687 el drac sortí per Corpus, la Mare de Déu d'Agost, per la festivitat dels Cossos Sants (la Festa Major) i per la Puríssima.

## Orígens de Xàldiga
Un grup de persones, tenien ganes de fer una festa de foc a Manresa. Hi havia gent de les associacions Rialles, Setrill i Tabola. Van començar a parlar amb l'Ajuntament per organitzar el primer Correfoc. Al primer Correfoc hi van participar com a diables, portadors de dracs i personal de suport 80 persones. Ara ja són prop de 300 persones.
L'any 1983, el segon any del Correfoc, es va crear el grup Xàldiga −espurna− que és el que ha anat organitzant el Correfoc de Manresa. Tot el que fan i cremen en dues hores s'ha estat preparant durant tot un any, conjuntament amb l'Ajuntament de Manresa.

## La Mostra del Correfoc
Té lloc a la plaça Major el vespre del dissabte de la Festa Major. Està pensada perquè la pugui veure aquella gent que li fa por el foc.
És un una representació teatral i coreografiada on els dimonis i dracs ballen i fan una petita mostra de la seva pirotècnia. La Mostra també serveix per a fer la presentació dels nous dracs i figures que s'han anat creant.

## Correfoc

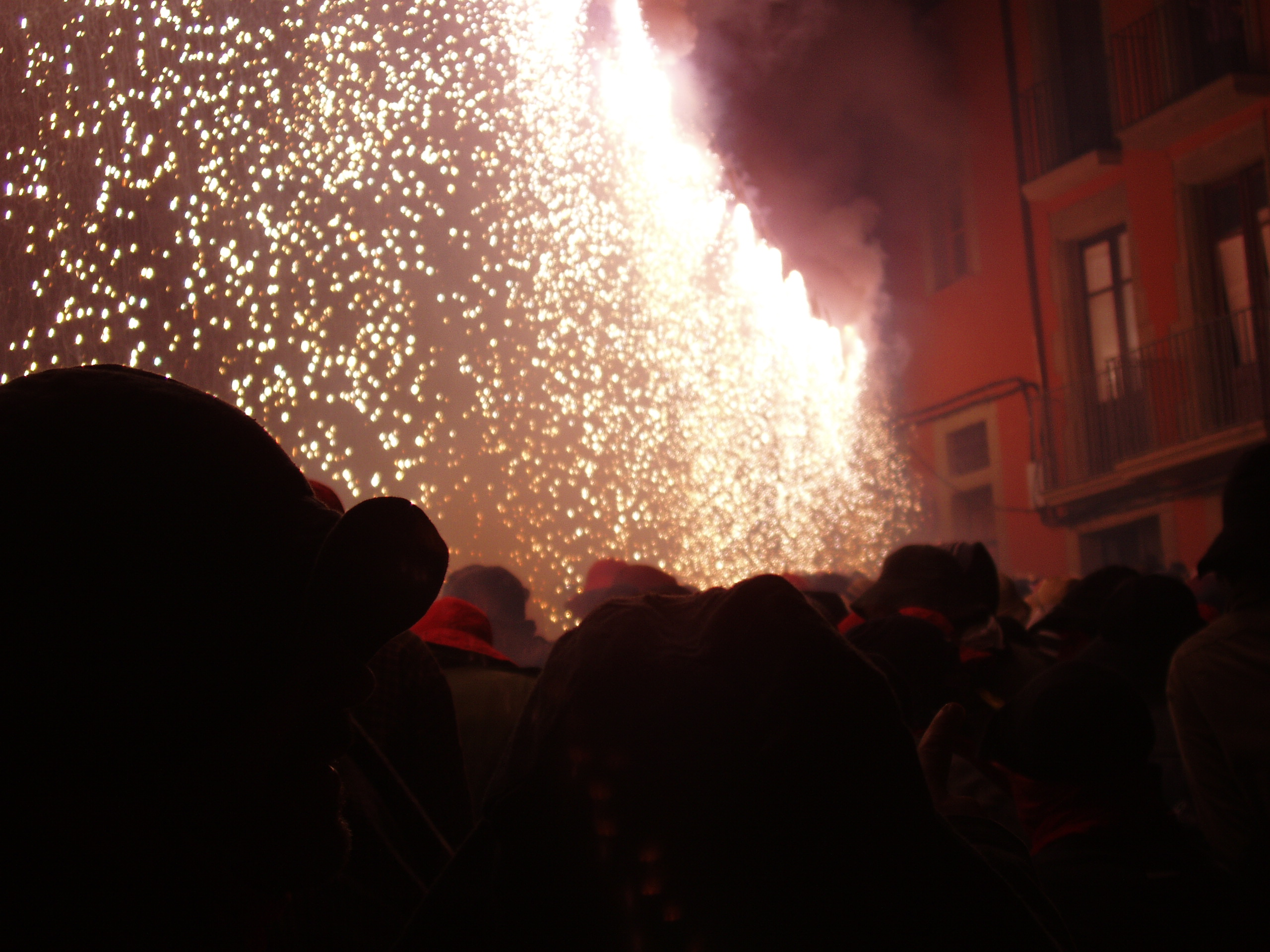
Cortina de foc

Es fa la nit del dilluns de la Festa Major. És un recorregut que comença a la plaça Major, passa pels carrers del barri antic i torna a la plaça Major, on s'acaba després de més de dues hores. Tots aquests carrers són estrets, i això fa que la gent estigui molt a prop dels dimonis, dracs i el foc.
El recorregut es para a algunes places per a fer-hi les anomenades "Moscades", que consisteix en el fet que un o diversos grups de dimonis o dracs fant un salt sencer que dura mentre estigui encesa la pirotècnia que porten, rodant per la plaça en sentit invers a les agulles del rellotge.

## La imatgeria del Correfoc
| Dimonis    | Bèsties      | Altres Participants        | Moscada infantil    |
| ---------- | ------------ | -------------------------- | ------------------- |
| Fogueres   | Drac         | Servei d'Ajuda al Correfoc | Tremenda (vibrieta) |
| Moixogans  | Víbria       | Fogaines                   | Traqueta            |
| Capgirells | Asmodeu      | Tabalers                   | Diablons            |
|            | Bou          | Boc                        | Tabalons            |
|            | Mulassa      |                            |                     |
|            | Nas de sutge |                            |                     |
|            | Coll-llarg   |                            |                     |
|            | Gàrgola      |                            |                     |

### Fogueres i Fogaines
És un grup de quinze dimonis, amb la pirotècnia a les banyes de la màscara i que dura tres minuts llançant espurnes de color carbassa incandescent amb un fort tro al final. El vestuari i la màscara són una personificació del foc. Simbolitzen el foc damunt la terra.
Per la màscara que porten, les Fogueres tenen poca visibilitat, per això tenen un acompanyant amb una bengala per apartar la gent. Els acompanyants se'ls anomena Fogaines.

### Moixogants
És un grup format per quinze dimonis.
Són dimonis-ocells armats amb forques. La seva màscara presenta el cap d'un ocell i els seus braços s'han convertit en ales. Simbolitzen "ocells de foc" i altres esperits mitològics que habiten l'aire. La pirotècnia és la "carretilla", que duen a la forca. És molt ràpida i de color blanc, espurnaguejant per sobre del cap dels participants durant quinze segons, i acabant amb un fort tro. Durant les Moscades normalment canvien les carretilles per bengales de tres minuts com les de les Fogueres i dracs.

### Capgirells
És un grup de quinze dimonis.
Representen personatges en transformació, símbol del bé i del mal, amb una màscara i vestit amb dues meitats diferents, una de dona i una altra de monstre desfigurat. La pirotècnia d'aquests dimonis són traques xineses que peten arran de terra. També es representa el poder de la terra i dels esperits que habiten al fons en el subsòl.

### Drac de Vic-Remei
Aquest drac va sortir l'any 1982 i 1983, el primer i el segon any del Correfoc. Però l'any 1984 es va crear el Drac de Manresa i aquest drac es va eliminar. Era propietat de l'Associació de Veïns del barri Vic-Remei.

### Coll-llarg
Junt amb el Nas de Sutja i el Drac antic és l'únic bestiari del primer any del Correfoc que aparegué l'any 1982. El va donar el grup Setrill.
És un drac del tipus "mulassa". Com el Nas de Sutja té un estructura metàl·lica molt simple de lona o de roba, i amb un cap mòbil on hi va la pirotècnia (generalment dos "fuets").

### Nas de sutge
Figura del tipus "mulassa". És al Correfoc des del primer any, cedit pel Centre Excursionista Montserrat.
Consisteix en una estructura metàl·lica molt simple, coberta de roba, amb un cap mòbil on hi porta la pirotècnia (dos "fuets"). Com que pesa poc es pot moure molt fàcilment, això fa que agafi molta velocitat i sembla esbojarrat, el contrari del Drac, la Víbria i l'Asmodeu, que són més lents però majestuosos.

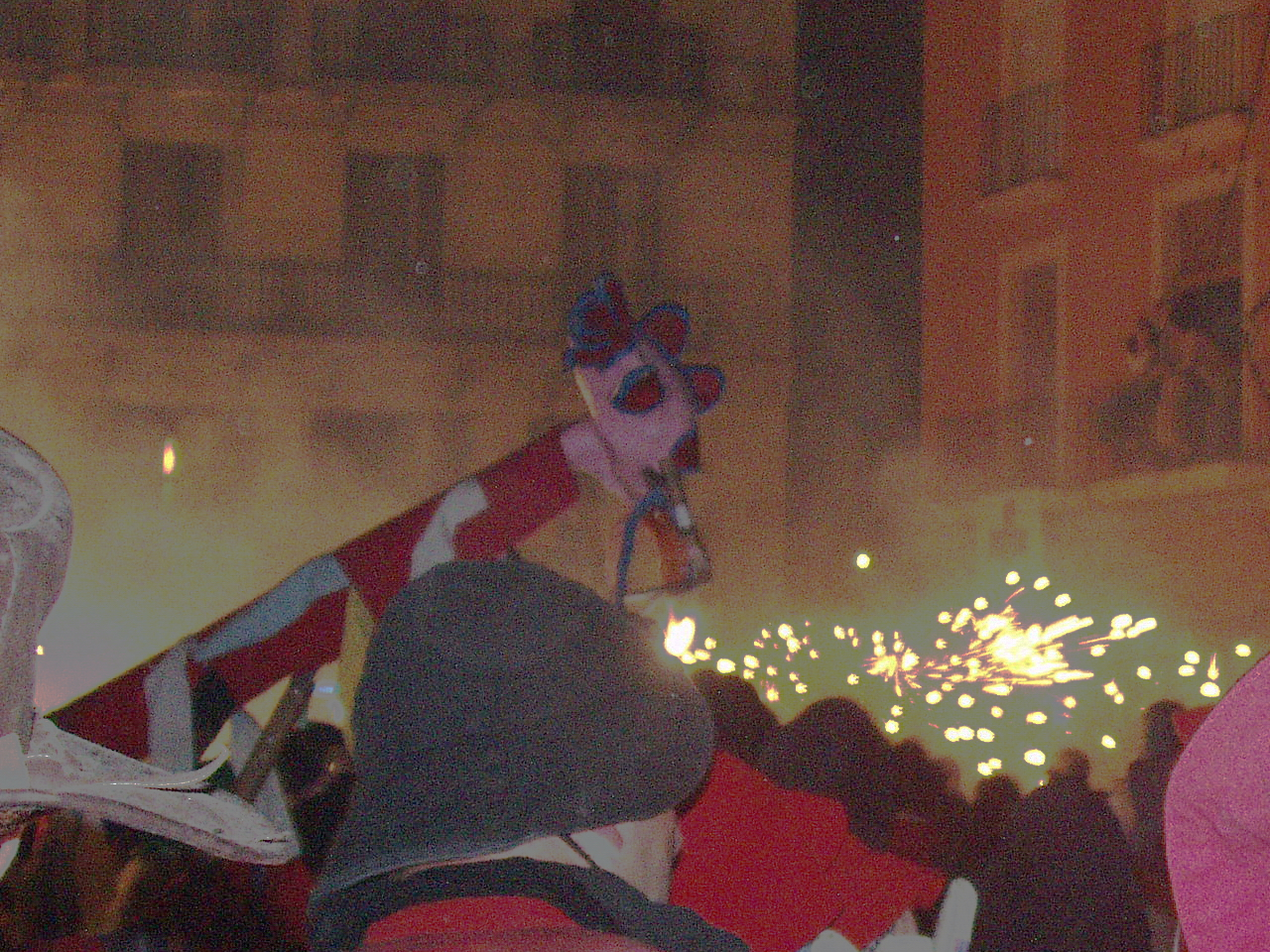

### Víbria
És un drac femella. Creada l'any 1983. Ja havia existit a Barcelona i es diu que el seu origen ve de la llegenda de Sant Jordi.
Formada per una estructura metàl·lica coberta de fibra de vidre, està preparada per dur 5 fuets −bengales de 3 minuts amb tro fort al final−: tres al coll, sota el cap, i dos a la cua. Es porta des de dins per una sola persona, i des que es va crear té una música i un ball propi per a la Mostra.

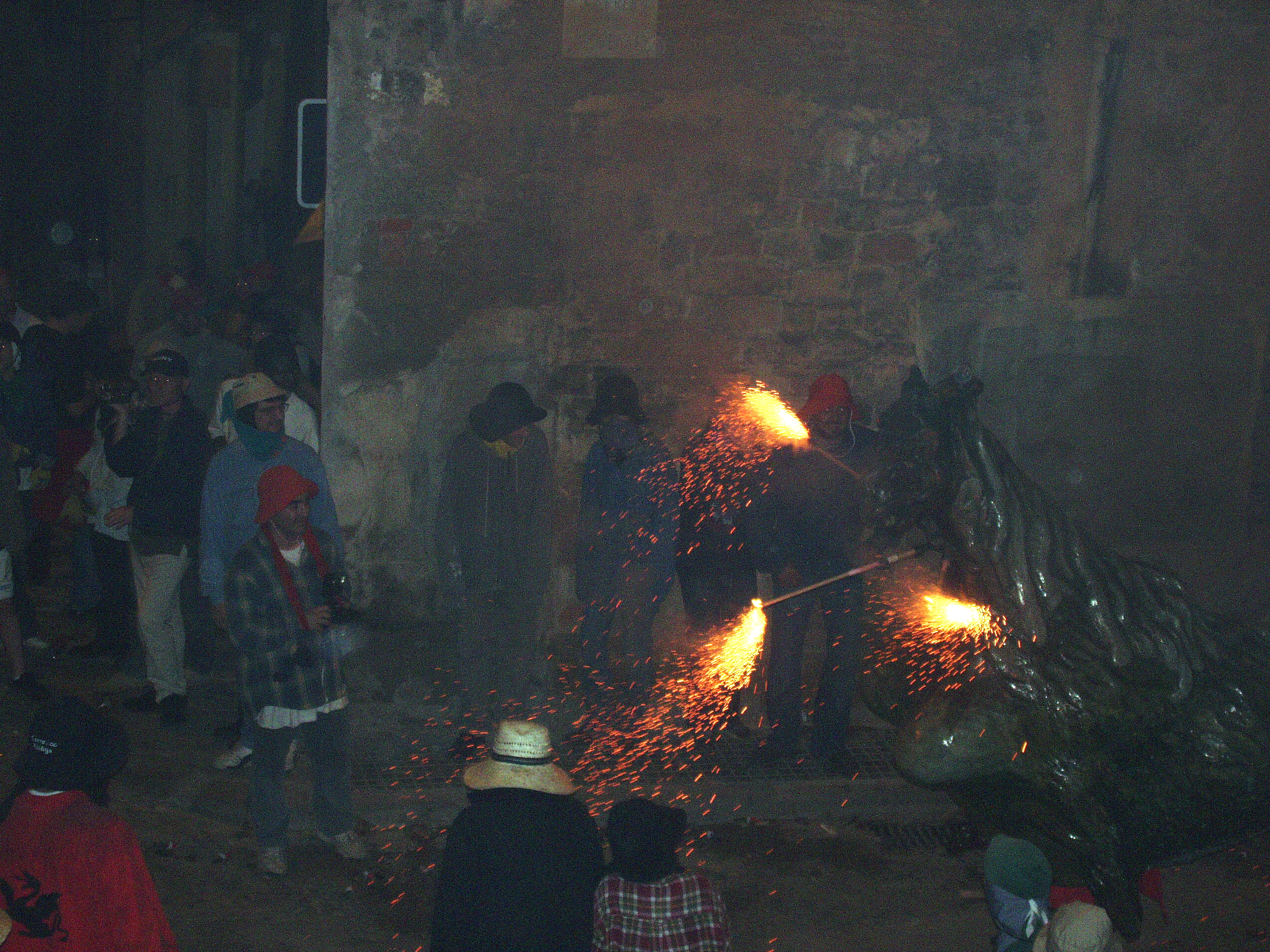
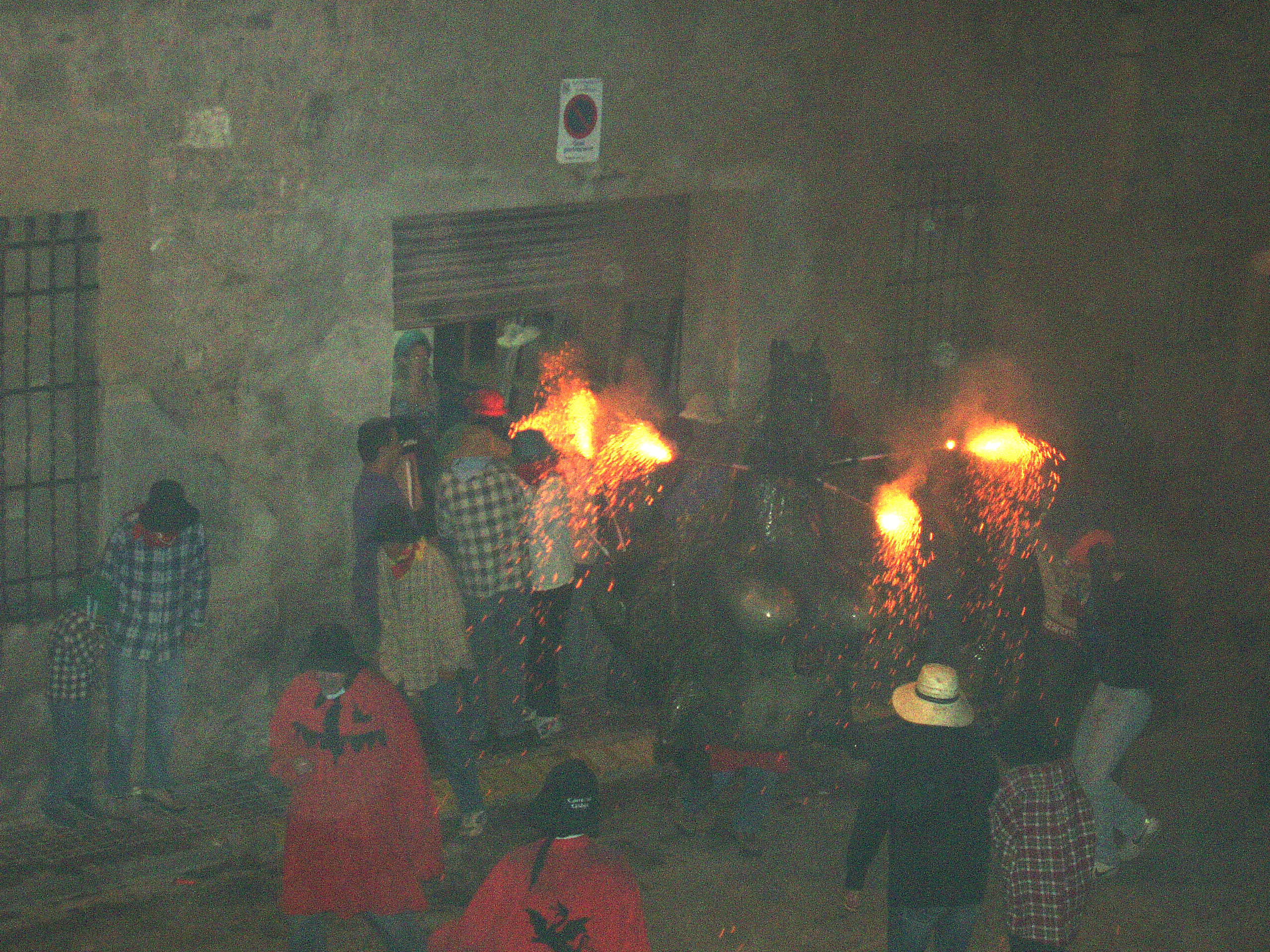

### Bou de Foc
És un personatge exclusivament manresà. Aparegut l'any 1983.
Es tracta d'una figura "recuperada" car ja havia existit a Manresa a finals del segle xix; sortia a les festes majors, però no se'n coneixia la forma exacta. La seva forma d'ara és de dues peces de telers de betes, anomenades "Bou", enllaçades. Així, alhora que es feia un petit homenatge a la indústria cintaire (tan important en èpoques passades a la nostra ciutat), es creava una figura innovadora, que, per la seva forma, permetia ser carregada amb una gran quantitat de pirotècnia: 30 kilos. És per aquest motiu, la molta i variada pirotècnia que porta al damunt, que la sortida del Bou esdevé un dels moments més espectaculars, tant a la Mostra com al Correfoc.

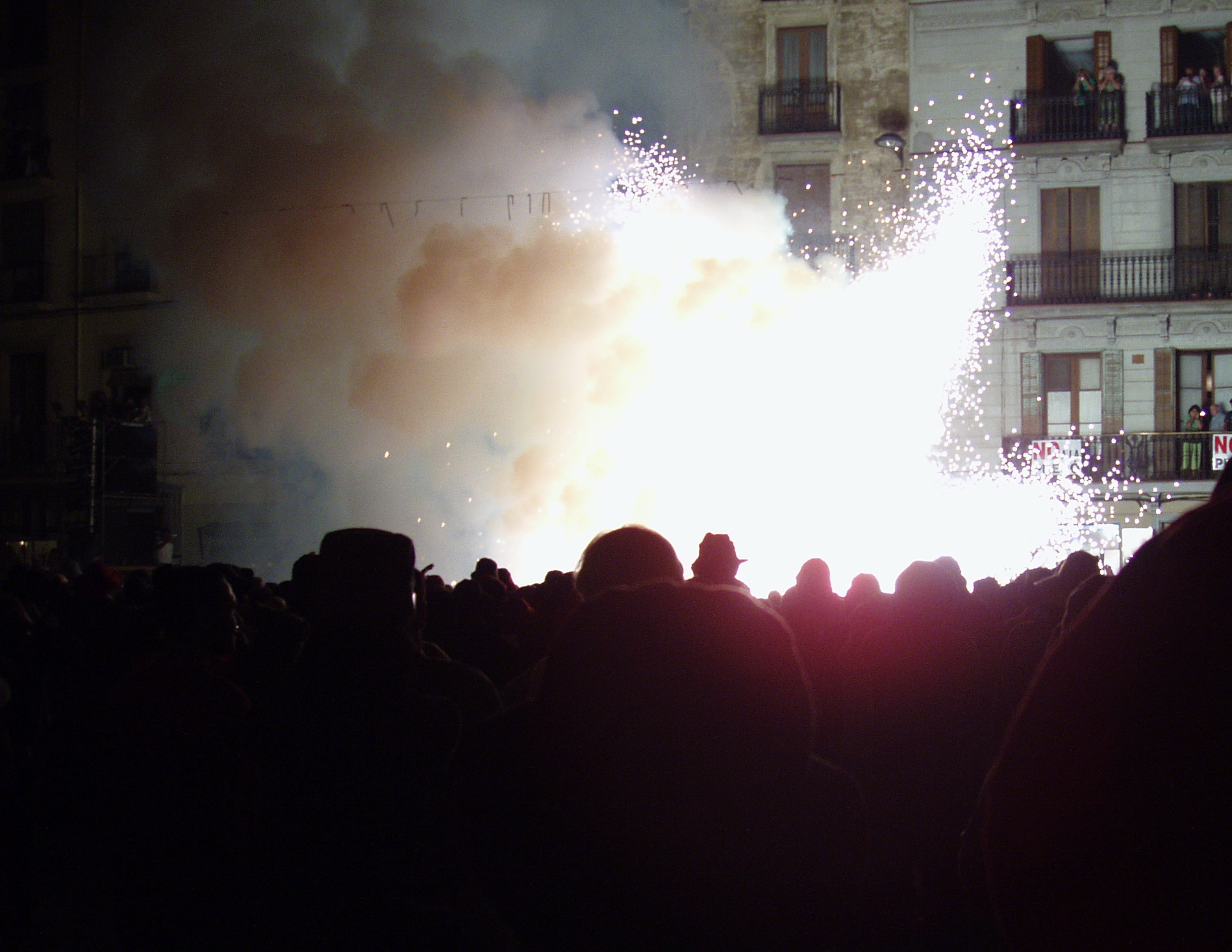

### Drac de Manresa
Va néixer l'any 1984. És una recuperació de l'antic drac alat que tenia abans la ciutat, construït a finals del segle xvi i que durant els segles XVII i XVIII acompanyava les processons del Corpus, els Cossos Sants i la Puríssima.
Constitueix en una estructura de fusta coberta per fibra de vidre. Té les ales obertes i pot portar set fuets −bengales de 3 minuts amb tro fort al final−: tres a la boca i dos a cada ala. És dut des de dins per una sola persona.
El dia de la Mostra té una música i ball propi, i durant aquesta, balla un valset amb la Víbria.

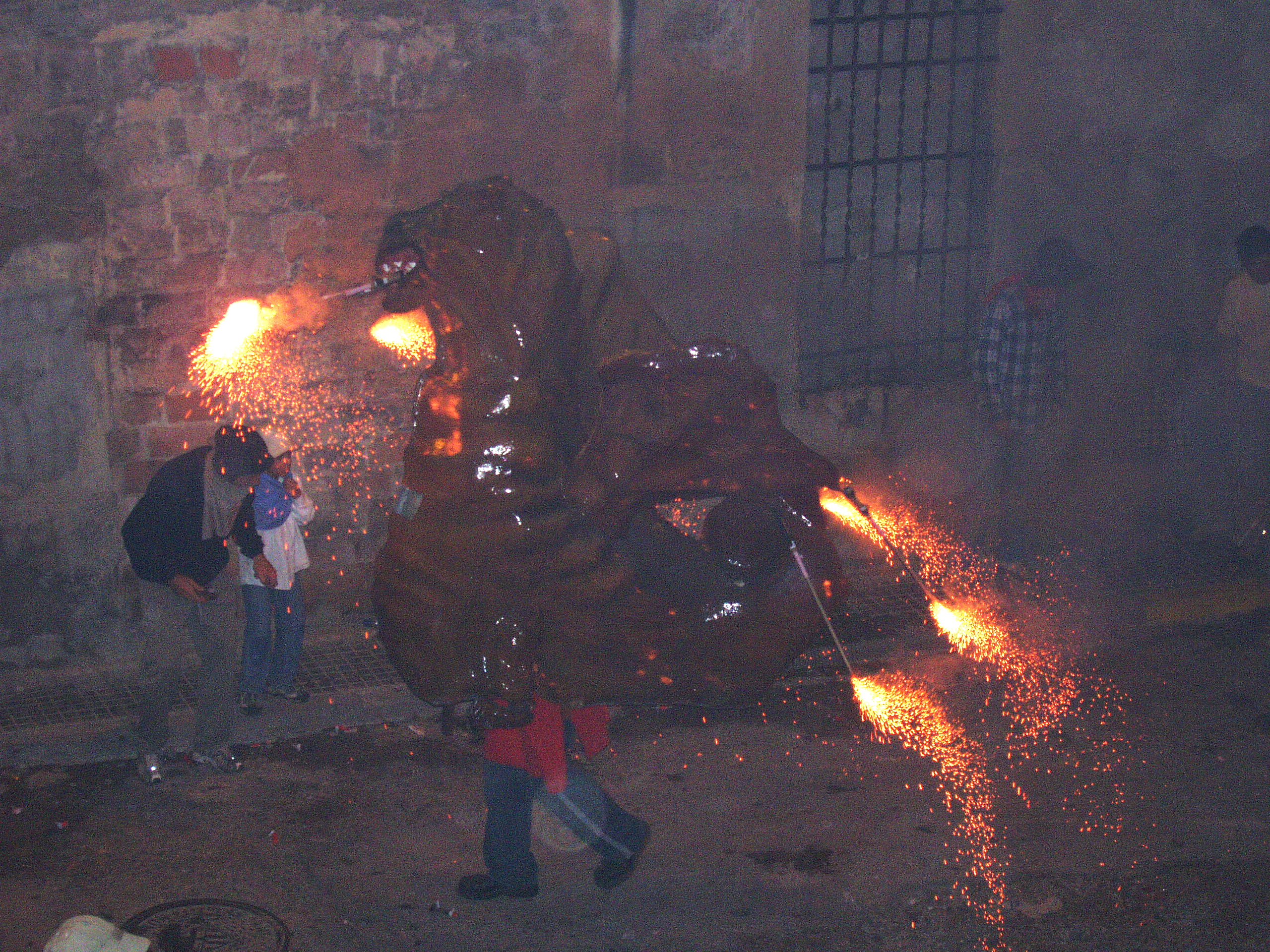

### Mulassa
Juntament amb l'Àliga, el Drac i els Dimonis, la Mulassa obria pas a la processó del dia de Corpus l'any 1597. Reapareguda l'any 1985, és un exemple de recuperació històrica.
Recoberta de tela de lona de color marró, amb coll mòbil. Pot dur dos tipus de pirotècnia −fuets i barrilets−, dos a la boca i un a la cua. Contràriament a la Víbra, el Drac i l'Asmodeu, el caràcter de la Mulassa no és Solemne, sinó esbojarrat; i la seva mobilitat li permet empaitar la gent amb molta facilitat.
Es tracta d'una estructura metàl·lica d'alumini molt simple, i cap de cartó pedra amb fibra de vidre.

### Drac Nou o Asmodeu
Va néixer l'any 1989. Es va construir aquest drac últim perquè al Correfoc hi anava molta gent i es necessitava més foc.
És una figura enorme, porta nou fuets −bengales de 3 minuts amb tro fort al final−: tres a la boca i tres a cada ala. Porta el nom d'un dimoni bíblic. Té una estructura metàl·lica coberta de fibra de vidre. És més gran que no pas el Drac o la Víbria. No corre gaire a causa de les seves dimensions, però és majestuós i solemne. Té dues ales obertes i el cap i la cua cargolats.

### Gàrgola
Es va crear l'any 2004. Va ser creada com a element festiu i tradicional per a participar en la Fira de l'Aixada, dins els actes de les festes de la Llum, i va participar per primer cop al Correfoc l'any 2005.
Té una estructura interior de fusta, recoberta de fibra de vidre en forma de cap de lleó i cos d'àliga. És d'un color gris-marronós, que recorda el color dels carreus i les escultures de la Seu. La porta una persona des de dins i està adaptada per llançar aigua o pirotècnia. Té sis punts de foc repartit entre la boca i les ales −dos a la boca i dos més a cada ala.

## Altres Participants

### SAC
Les seves inicials volen dir Servei d'Ajuda al Correfoc.
Creat l'any 1983. És el grup més nombrós del Correfoc, tot i que no hi ha un nombre de gent fix, varia segons el que es necessita.
El Servei d'Ajuda al Correfoc el que fa principalment és:
- Coordinació
- Aprovisionament de pirotècnia
- Protecció de tabalers
- Servei d'ordre i seguretat

Van vestits amb una bata blanca amb el dibuix d'una cara de drac, un mocador i un cinturó verds, i un barret de palla de color negre o barret de tela verd.

### Tabalers
Els primers anys només hi havia uns músics de diversos grups que es trobaven pel Correfoc, però l'any 1987 es va crear un grup de tabalers pel Correfoc.

### Boc
Creat l'any 1984.
Personatge demoníac que crida els dimonis i les bèsties de foc. Simbolitza el pare dels dimonis. Amb ell es vol representar tot el poder del foc i la pirotècnia que recullen les tradicions i llegendes mediterrànies. El Boc últimament només surt a la Mostra. Invoca el dracs un a un, fa sortir els dimonis, i cadascú li fa un ball en honor seu. Al començament, apareix a dalt del balcó de l'Ajuntament i, després, és llança per una tirolina al centre de la plaça.